# Elecciones parlamentarias de Costa de Marfil de 1957
Elecciones de Asamblea Territorial tuvieron lugar en Costa de Marfil francesa el 31 de marzo de 1957. El resultado fue una victoria para el Partido Democrático de Costa de Marfil - Agrupación Democrática Africana, el cual obtuvo 58 de los 50 asientos. Los otros dos escaños fueron obtenidos por disidentes de PCDI–RDA.

## Resultados
| Partido                                                                  | Votos     | %    | Escaños | +/–   |
| ------------------------------------------------------------------------ | --------- | ---- | ------- | ----- |
| Partido Democrático de Costa de Marfil - Agrupación Democrática Africana | 720 828   | 89,3 | 58      | +30   |
| MSA                                                                      | 19 125    | 2,4  | 0       | Nuevo |
| Disidentes de PCDI–RDA                                                   | 18 452    | 2,3  | 2       | Nuevo |
| Otros                                                                    | 48 965    | 6,0  | 0       | –     |
| Votos en blanco/nulos                                                    | 7 525     | –    | –       | –     |
| Total                                                                    | 814 895   | 100  | 60      | +10   |
| Electores registrados/participación                                      | 1 582 862 | 51,5 | –       | –     |
| Fuente: Sternberger et al.                                               |           |      |         |       |